# HD 19065
HD 19065，又名BD+63 390，SAO 12608、HR 922，是一颗恒星，视星等为5.89，位于銀經137.14，銀緯5，其B1900.0坐标为赤經2h 58m 56.6s，赤緯+63° 5′ 9″。